# SOME DAY (MULTI MAXの曲)
『SOME DAY』（サムディ）は、MULTI MAXの楽曲。1枚目のシングルとして1989年10月21日に発売された。発売元はポニーキャニオン。

## 解説
CHAGE&ASUKAとしてデビュー10年目を経過したCHAGEが「自分の音楽のルーツを追求したい」という想いから、村上啓介、浅井ひろみを誘って結成したMULTI MAX初のシングルである。

## 収録曲
| 全作曲: CHAGE、全編曲: 村上啓介。 |              |           |            |      |
| #                                 | タイトル     | 作詞      | 作曲・編曲 | 時間 |
| 1.                                | 「SOME DAY」 | 澤地隆    | CHAGE      | 5:45 |
| 2.                                | 「Darlin'」  | CHAGE     | CHAGE      | 5:39 |
| 合計時間:                         | 合計時間:    | 合計時間: | 11:24      |      |

## 楽曲解説
1. SOME DAY
この楽曲は当初CHAGE&ASKAのアルバム『PRIDE』(1989年)に収録予定の曲であったが、CHAGEがとても気に入っていたため、アルバムの収録を見送り、MULTI MAXのデビュー曲に採用した経緯がある。
なお、この曲はASKAも気に入っており、CHAGE&ASKAのコンサート『CHAGE&ASKA CONCERT TOUR 90>>91 SEE YA!』にて浅井ひろみパートのボーカルを担当して披露した (この音源はCHAGE&ASKAの1991年1月30日に発売されたシングル「太陽と埃の中で」のカップリングに収録された)。
後の2008年10月発売のCHAGEソロ名義による2枚目のアルバム『アイシテル』、2022年発売の同名義のによるミニ・アルバム『YOU'RE THE ONE』、2024年発売の同名義によるアルバム『飾りのない歌』にてそれぞれセルフカバー。
2. Darlin'
CHAGE and ASKAの10枚目シングル「MOON LIGHT BLUES」のカップリング曲のカバー。
この楽曲が発表された当時からCHAGEは女性ボーカルに歌って貰いたいと思っており、本作のカップリングに収録する際に淺井ひろみにメインボーカルを担当し、カバーした[3]:378-379。
この音源は現在もアルバム未収録であるが、各大手配信サイトによる楽曲の配信は行われている。

## 収録アルバム
- INSIDE (#2, 原曲)
- HEAVEN (#1)
- MAX TOOL VOL.1 (#1)
- 恰克 CHAGE精選集 (#1, ライブバージョン)
- CHAGE BEST SONGS/PROLOGUE (#1, ライブバージョン)
- アイシテル (#1, セルフカバー)
- YOU'RE THE ONE (#1, セルフカバー)
- 飾りのない歌 (#1, セルフカバー)